# Autopista del Noroeste
La autopista del Noroeste o AP-6 es una autopista española que discurre entre las localidades de Guadarrama (Madrid) y Adanero (Ávila). El conjunto del resto de los tramos (Madrid-Guadarrama y Adanero-Arteijo) están desdoblados como autovía gratuita y se les denomina autovía del Noroeste (A-6).
En 2007 se inauguró el tercer tubo del túnel y sus tres nuevos carriles de circulación abiertos en sentido a Madrid. De esta forma, el túnel cuenta ya con tres tubos en el tramo, quedando el original de 1963 reversible en función de las necesidades del tráfico, mientras que el túnel en sentido Adanero, de 1972, continúa con el mismo sentido de la circulación. La autopista completa contaba en su inauguración con 70 km de longitud, de los cuales 57 km (tramo Guadarrama-Adanero) siguen siendo de peaje en la actualidad. El resto (tramo Collado Villalba-Guadarrama) han sido rescatados por la Comunidad de Madrid. Tiene 3 carriles por sentido entre Guadarrama y San Rafael, entre los km 52 y 60. Además, cuenta con iluminación nocturna en ese tramo. Dicha iluminación continúa en sentido Madrid por la A-6 hasta su inicio en Moncloa. Recientemente se completó la ampliación a 3 carriles por sentido entre San Rafael y Villacastín, entre los km 60 y 81.
La concesionaria de la autopista es Castellana de Autopistas, cuya concesión comenzó el 30 de enero de 2018, sustituyendo a la anterior empresa Iberpistas, si bien ambas empresas son propiedad del grupo Abertis. Esta prórroga de la concesión fue condenada y declarada ilegal por el Tribunal de Justicia de la Unión Europea (TJUE) junto con la adjudicación de las obras de los años 2000, si bien ello no ha supuesto su anulación.

## Historia
El proyecto de los tramos de peaje de la autopista se hace oficial en 1967, con el Decreto-Ley 12/1967, publicado el 28 de septiembre de 1967 y a los pocos meses (año 1968), se adjudicó el contrato de la concesión administrativa. El tramo entre Villacastín y Adanero, fue adjudicado en el año 1972, como prolongación de la autopista Villalba-Villacastín.
El primer tramo comenzó a construirse en 1971, quedando en 1972 horadado el segundo tubo del túnel, con medios mucho más modernos que los utilizados en el primer túnel de 1963, realizado por dinamitación, y que a partir de ese momento se convierte en el túnel de entrada a Madrid. La primera concesionaria sería Ibérica de Autopistas.
Seguidamente se prolongó la autopista hasta el Alto del Caloco, en el km 69, enlazando allí con la carretera N-VI. En un tramo más, se continuaría hasta más allá de Villacastín, quedando este tramo terminado en junio de 1973. Como curiosidad, en el km 86 de la N-VI, se conserva un puente sobre la misma, que era por el cual los vehículos procedentes de Madrid se reincorporaban a la N-VI tras finalizar la autopista allí en la época. Una característica, ineludible de este par de tramos, es que los viaductos, como el de Arenales o El Sotillo, eran particularmente estrechos, haciendo que los arcenes principales de la autopista se encogieran. Este hecho fue solucionado con la reciente ampliación a tres carriles del tramo San Rafael-Villacastín.
El último tramo de la autopista en ser construido, finalizado a finales de 1976, fue el que la llevó hasta Adanero. Originalmente, la autopista desembocaba en la N-VI, pasado el núcleo urbano de Adanero. En la actualidad, se conserva otro paso que en su día sirvió para que los vehículos procedentes de La Coruña pudieran tomar la autopista, saliéndose de la N-VI y pasando por encima de ella. No existió conexión de manera directa hasta la construcción de la Autovía del Noroeste.
En enero de 2018, la concesión del peaje Villalba-Adanero, pasó de Iberpistas a Castellana de Autopistas, también perteneciente al Grupo Abertis, concesionaria actual de las autopistas AP-61 (Segovia-San Rafael) y AP-51 (Ávila-Villacastín).
Está previsto que el 19 de noviembre de 2029 tanto la AP-6 como sus autopistas auxiliares (AP-51 y AP-61) reviertan al Estado y sean gratuitas, tras más de 65 años pagando peajes en algunos tramos.

## Condena del TJUE
En el año 2010, el Tribunal de Justicia de la Unión Europea condenó el concurso público que realizó el Ministerio de Fomento (bajo la entonces dirección del popular Rafael Arias-Salgado) para las obras de los años 2000, declarando por tanto ilegales la concesión y licitación de las obras y la consiguiente prórroga de la concesión del peaje, que terminaba en el año 2018. Unas obras que, sin embargo, se realizaron mientras el Tribunal estudiaba el caso y posteriormente, una vez concluidas estas, dictaba sentencia.
Todo ello afecta de lleno a la localidad de San Rafael, cuya población lleva años protestando y demandando desde hace décadas una solución a la grandísima cantidad de vehículos que abarrotan y bloquean la travesía de la N-6 a su paso por la localidad, debido a que es la alternativa gratuita al peaje de la AP-6. Por este motivo la localidad demanda al Ministerio de Fomento el fin del peaje de la AP-6, que expiraba en 2018 y cuya prórroga fue condenada por el TJUE, o la construcción de una variante como ya se hiciera con la población de Guadarrama en 2005.
Aunque el gobierno tenía por obligación fijar la fecha del fin del peaje entre el 18 de noviembre de 2024 y el 18 de noviembre de 2029 este decidió fijarlo el 19 de noviembre de 2029, 30 años después de su concesión, alargándolo en 2020 al máximo hasta dejarlo ilegalmente fuera de plazo por un día.

## Tramos y características físicas y técnicas
La Autopista del Noroeste o AP-6 conforma el segundo sector de la Autovía del Noroeste, entre Madrid y La Coruña. A su vez, se compone de los siguientes tramos: Collado Villalba-Guadarrama (tramo sin peaje), Villalba-San Rafael, San Rafael-Villacastín y Villacastín-Adanero. La propia autopista, en sentido Madrid, es la salida 110 de la Autovía del Noroeste.
Posee dos áreas de peaje, la denominada Villalba, en el municipio segoviano de El Espinar y la Adanero, en el municipio de Sanchidrián.
La autopista posee dos áreas de servicio, Villalba y Villacastín. La primera se encuentra en realidad en el término municipal de San Lorenzo de El Escorial en el km 43 de la autopista, conocida también como La Pasarela, por una antigua pasarela peatonal de color rojo sobre la autopista, eliminada cuando la autopista fue ampliada de cuatro a ocho carriles. El área de servicio de Villacastín se encuentra en el km 79. Ambas están en la actualidad equipadas con cuatro estaciones de servicio CEPSA y tres restaurantes "self-service" de la cadena Auto-Grill.
Una de las peculiaridades de esta autopista es que suele resolver el paso de arroyos y conducciones, mediante el uso de pontones, en lugar de realizar entubados o canalizaciones. Pontones, marcos y losas se suceden a lo largo de la autopista, siendo incluso señalizados con su punto kilométrico con tres decimales, a partir de Collado Villalba.
El trazado entre el municipio de Collado Villalba y la salida 52, que enlaza con la N-6, es libre de peaje, por lo que se puede subir hasta el Puerto de Guadarrama por la autopista sin atravesar el casco urbano de Guadarrama y sin pagar el peaje. Lo mismo ocurre en sentido inverso.
El tramo Collado Villalba-San Rafael alberga la enorme obra de ingeniería jamás pensada para la época, el túnel de carretera de Guadarrama, cuya inauguración se produjo en 1963. En su momento, eran novedad los modernos sistemas de ventilación que la construcción de aquel tubo trajo consigo y que le son tan característicos, como son sus dos chimeneas de ventilación, una sobre la entrada sur y otra situada en el collado del Puerto de Guadarrama. La construcción del segundo tubo condicionó que, si se quería mantener el original, esto daría como resultado que las plataformas de ambos sentidos de la autopista atravesarían el monte a distinto nivel (más alto el tubo sentido La Coruña), lo que llevó la proyección del paso del intercambiador situado en el km 51.
En 2007, el túnel de Guadarrama llegaría a su configuración actual, con el tercer tubo utilizado en sentido a Madrid, y el original de 1963, reversible, a fin de atender las necesidades del tráfico. Los tres tubos están comunicados entre sí por una red de pasillos de emergencia situados en varios puntos, además contar con cobertura móvil y un circuito cerrado de televisión en todo su trazado.
El gálibo de los túneles está limitado a 4,35 metros de altura en sentido Adanero, disponiendo de salidas previas a los túneles para aquellos vehículos que superen la citada altura. No obstante, al utilizarse el túnel de construcción más reciente en sentido a Madrid, se permiten en este caso vehículos de hasta 5 metros de altura. Por tanto, se da la circunstancia que los vehículos con altura entre 4,35 metros y 5 metros pueden circular por los túneles de la AP-6 en sentido a Madrid, pero no en sentido Adanero.
Entre los km 56 y 57 se encuentra el Centro de Explotación y Gestión de la Autopista AP-6, donde se encuentran las oficinas del personal de la concesionaria.
El túnel de Guadarrama está equipado con el sistema de control de velocidad por tramo, siendo el primer radar de este tipo que entró en funcionamiento en España.

## Tramos
| Denominación | ID antes 2003 | Tramo | Kilómetros    | Año servicio                                                                         |
| ------------ | ------------- | --- | ------------- | ------------------------------------------------------------------------------------ |
| AP-6         | A-6           | Collado-Villalba - Guadarrama Tramo original Tramo ampliado                                                                                           | 7 7           | 2 carriles por sentido: 1972 4 carriles por sentido: 2006                            |
| AP-6         | A-6           | Guadarrama - Boca Sur Túnel de Guadarrama Tramo original Tramo ampliado                                                                               | 4,1 4,1       | 2 carriles por sentido: 1972 3 carriles por sentido: 2007                            |
| AP-6         | A-6           | Túneles de Guadarrama Primer Túnel de Guadarrama (doble sentido) Segundo Túnel de Guadarrama (sentido Norte) Tercer Túnel de Guadarrama (sentido Sur) | 2,87 3,3 3,15 | 1 carril por sentido: 1963 2 carriles por sentido: 1972 3 carriles por sentido: 2007 |
| AP-6         | A-6           | Boca Norte Túnel de Guadarrama - San Rafael Tramo original Tramo ampliado (sentido Sur)                                                               | 2,5 2,5       | 2 carriles por sentido: 1972 3 carriles por sentido: 2007                            |
| AP-6         | A-6           | San Rafael - Alto del Caloco Tramo original Tramo ampliado                                                                                            | 9,3 9,3       | 2 carriles por sentido: 1972 3 carriles por sentido: 2013                            |
| AP-6         | A-6           | Alto del Caloco - Villacastín Tramo original Tramo ampliado                                                                                           | 12 12         | 2 carriles por sentido: 1973 3 carriles por sentido: 2013                            |
| AP-6         | A-6           | Villacastín - Adanero | 30            | 1976                                                                                 |

## Tráfico
La AP-6 registró una intensidad media diaria (IMD) en 2013 de 24 430 vehículos al día. La autopista ha tenido descensos en su intensidad circulatoria en los últimos años, con un descenso acumulado del 29%. Hasta 2007, siempre había registrado incrementos de tráfico, habiendo llegado en ese año a la cifra más alta hasta la fecha, alcanzando 34 414 vehículos al día. Con respecto al tráfico de la autopista de hace dos décadas la intensidad circulatoria se ha duplicado: en 1990 la IMD fue de 14 005 vehículos al día. Enero y febrero son los meses de menos tráfico, mientras que en los meses estivales se registra la mayor intensidad circulatoria.

## Salidas
| Velocidad y carriles | Esquema | Salida                 | Sentido La Coruña                                                                   | Sentido La Coruña                                                                   | Sentido Madrid                                       | Sentido Madrid                                       | Carretera que enlaza |
| Velocidad y carriles | Esquema | Salida                 | Nombre de salida                                                                    | Carriles                                                                            | Nombre de salida                                     | Carriles                                             | Carretera que enlaza |
| -------------------- | ------- | ---------------------- | ----------------------------------------------------------------------------------- | ----------------------------------------------------------------------------------- | ---------------------------------------------------- | ---------------------------------------------------- | -------------------- |
|                      |         | km. 42                 | AP-6 N-6 puerto de Guadarrama / túnel de Guadarrama / La Coruña (Inicio de la AP-6) | AP-6 N-6 puerto de Guadarrama / túnel de Guadarrama / La Coruña (Inicio de la AP-6) | A-6 Madrid (Fin de la AP-6)                          | A-6 Madrid (Fin de la AP-6)                          |                      |
|                      |         | 42 43                  | N-6 Guadarrama - Área de servicio                                                   | N-6 Guadarrama - Área de servicio                                                   | Villalba - M-510 Galapagar - Área de servicio        | Villalba - M-510 Galapagar - Área de servicio        | N-6 M-510            |
|                      |         |                        | Río Guadarrama                                                                      |                                                                                     |                                                      |                                                      |                      |
|                      |         |                        | Paso inferior sobre carretera M-527                                                 |                                                                                     |                                                      |                                                      |                      |
|                      |         | 47                     | M-600 El Escorial - Guadarrama - Valle de los Caídos                                | M-600 El Escorial - Guadarrama - Valle de los Caídos                                | M-600 El Escorial - Guadarrama - Valle de los Caídos | M-600 El Escorial - Guadarrama - Valle de los Caídos | M-600 M-614          |
|                      |         |                        | Acceso al carril reversible                                                         |                                                                                     | Incorporación del carril reversible                  |                                                      |                      |
|                      |         | km. 49 y 50            | Área de Descanso (x2)                                                               |                                                                                     |                                                      |                                                      |                      |
|                      |         | 51 (carril reversible) | N-6 alto del León - La Coruña                                                       | N-6 alto del León - La Coruña                                                       |                                                      |                                                      | N-6                  |
|                      |         | 52                     | N-6 puerto - La Coruña                                                              |                                                                                     |                                                      |                                                      | N-6                  |
|                      |         | km. 55                 |                                                                                     |                                                                                     | COMUNIDAD DE MADRID                                  |                                                      |                      |
|                      |         |                        | Túnel de Guadarrama 3345m                                                           |                                                                                     | Túnel de Guadarrama 3148m                            |                                                      |                      |
|                      |         | km. 58                 | CASTILLA Y LEÓN Provincia de Segovia                                                |                                                                                     |                                                      |                                                      |                      |
|                      |         | km. 58                 | Área de Descanso                                                                    |                                                                                     |                                                      |                                                      |                      |
|                      |         |                        | Río Gudillos                                                                        |                                                                                     | Río Gudillos                                         |                                                      |                      |
|                      |         |                        | Incorporación del carril reversible                                                 |                                                                                     | Acceso al carril reversible                          |                                                      |                      |
|                      |         | km. 60                 |                                                                                     |                                                                                     | Peaje troncal de San Rafael                          | Peaje troncal de San Rafael                          |                      |
|                      |         | 60                     | N-603 San Rafael - El Espinar- Segovia                                              |                                                                                     | N-603 San Rafael - El Espinar- Segovia               |                                                      | N-603                |
|                      |         | 61                     | AP-61 Segovia                                                                       |                                                                                     |                                                      |                                                      |                      |
|                      |         | km. 61/62              | Área de Descanso                                                                    | Área de Descanso                                                                    | Área de Descanso                                     | Área de Descanso                                     |                      |
|                      |         |                        | Paso inferior sobre la carretera SG-P-7223                                          |                                                                                     |                                                      |                                                      |                      |
|                      |         |                        | Paso inferior sobre la carretera N-6                                                |                                                                                     |                                                      |                                                      |                      |
|                      |         | km. 70                 |                                                                                     |                                                                                     | Área de Descanso                                     | Área de Descanso                                     |                      |
|                      |         | km. 73                 | Área de Descanso                                                                    | Área de Descanso                                                                    |                                                      |                                                      |                      |
|                      |         | 80                     | Área de servicio                                                                    |                                                                                     | Área de servicio                                     |                                                      |                      |
|                      |         | 81                     | N-110 Villacastín - Ávila - Segovia AP-51 Ávila - Salamanca                         |                                                                                     | N-110 AP-51 Villacastín - Ávila - Segovia            |                                                      | AP-51                |
|                      |         | km. 88                 | Provincia de Ávila                                                                  | Provincia de Ávila                                                                  | Provincia de Segovia                                 | Provincia de Segovia                                 |                      |
|                      |         | km. 91                 | Área de Descanso                                                                    | Área de Descanso                                                                    | Área de Descanso                                     | Área de Descanso                                     |                      |
|                      |         | km. 92                 | Provincia de Segovia                                                                | Provincia de Segovia                                                                | Provincia de Ávila                                   | Provincia de Ávila                                   |                      |
|                      |         | km. 96                 | Provincia de Ávila                                                                  | Provincia de Ávila                                                                  | Provincia de Segovia                                 | Provincia de Segovia                                 |                      |
|                      |         |                        | Peaje troncal de Sanchidrián                                                        |                                                                                     |                                                      |                                                      |                      |
|                      |         | 102                    | Sanchidrián - N-501 Salamanca - Jemenuño                                            | Sanchidrián - N-501 Salamanca - Jemenuño                                            |                                                      |                                                      | SG-P-3211            |
|                      |         | 108                    | N-601 Olmedo - Valladolid                                                           | N-601 Olmedo - Valladolid                                                           |                                                      |                                                      | N-601                |
|                      |         | km. 110                | A-6 Adanero - Tordesillas - La Coruña (Fin de la AP-6)                              | A-6 Adanero - Tordesillas - La Coruña (Fin de la AP-6)                              | AP-6 Madrid (túnel) (Inicio de la AP-6)              | AP-6 Madrid (túnel) (Inicio de la AP-6)              |                      |